# 海景渡假樂園
海景渡假樂園（英語：Seaview Holiday Resort）位於香港大嶼山梅窩，面向銀鑛灣，是一所三星級酒店，外面有木炭燒烤場。

## 事件

### 2019冠狀病毒病
2020年11月1日，衛生防護中心公佈有三宗初步確診個案，其中兩宗於10月25至27日曾到銀礦灣海景渡假樂園留宿渡假，直至3日群組有至少7宗確診個案。事件公佈後酒店照常營業，房間窗戶留有慶祝萬聖節的布置，戶外放置了燒烤設施，職員聲稱一向都很注重防疫，並表示每天都消毒，包括戶外地方。

## 外部連結
- 海景渡假樂園網頁 （页面存档备份，存于）

1. ↑  .   [2020-11-02]. （原始内容存档于2020-11-08）.